# Национален фонд "Култура"
Национален фонд "Култура" (НФК) е държавна институция в България, която подпомага създаването, развитието и разпространението на българската култура и изкуство в страната и чужбина . Фондът е юридическо лице на бюджетна издръжка към министъра на културата със седалище в София 
Той функционира като основен инструмент на държавната политика за финансова подкрепа на проекти в различни културни области чрез провеждането на конкурсни процедури 

## История
Национален фонд "Култура" е създаден със Закона за закрила и развитие на културата (ЗЗРК), приет през 1999 г. Първоначално фондът е създаден като фонд "Българска книга", но скоро след това е преименуван на Национален фонд "Култура", за да обхване по-широк спектър от културни дейности. 
През годините дейността на фонда еволюира, като се въвеждат все по-прозрачни и регламентирани процедури за кандидатстване и финансиране. С измененията в ЗЗРК и приемането на специализирани наредби, като Наредба № Н-5 от 2007 г. и по-късната Наредба № 6 от 2024 г., се установяват ясни правила за провеждане на конкурси, оценка на проекти и допустимост на разходите.
От 2017 г. започва процес на дигитализация на дейността на НФК, целящ да улесни процедурите по кандидатстване и отчитане на проекти .

## Мисия и цели
Съгласно официално обявената си мисия, Национален фонд "Култура" работи за:
- Подкрепа на иновативни и значими проекти в областта на изкуството и културата.
- Насърчаване на творческия потенциал на българските творци и културни организации.
- Съдействие за опазването и популяризирането на културното наследство.
- Разширяване на достъпа до култура за всички социални групи и възрасти.
- Подпомагане на международното сътрудничество и представянето на българската култура по света.

Дейността на фонда се основава на принципите за прозрачност, равнопоставеност, обективност и публичност при разходването на средствата.

### Структура и управление
Национален фонд "Култура" има следната структура на управление
- Министър на културата: Упражнява контрол върху дейността на фонда, приема стратегически насоки и свиква заседанията на Управителния съвет.
- Управителен съвет (УС): Състои се от председател и 15 членове -  по един представител на Министерството на културата, Министерството на финансите, Министерството на образованието и науката, Министерството на туризма, Министерството на външните работи, Министерството на иновациите и растежа, един представител, определен от управителния съвет на Националното сдружение на общините в Република България и седем членове, които са изявени творци и дейци на културата и един представител на академични институции в областта на културата. УС приема основните насоки за дейността на фонда, одобрява програмите за финансиране и взема решения за финансиране на проекти след оценка от експертни комисии. Членовете на УС подават декларации за предотвратяване на конфликт на интереси.
- Изпълнителен директор: Ръководи оперативната дейност на фонда, организира провеждането на конкурсните сесии, сключва договори с финансираните бенефициенти и отговаря за административното и финансово управление. Изпълнителният директор е второстепенен разпоредител с бюджет към Министерството на културата.
- Администрация: Подпомага дейността на изпълнителния директор и Управителния съвет.

Основната дейност на НФК е предоставянето на финансови средства за реализация на проекти чрез конкурсни процедури. Фондът обявява редовни и целеви програми, насочени към различни области.

### Програмипрез 2024 г.
През 2024 г. Национален фонд "Култура" администрира следните програми за финансиране:
- "Дебюти": Подкрепя първи професионални изяви на млади творци и артисти в различни сфери на изкуството, като им предоставя възможност за реализация на техните дебютни проекти.
- "Критика": Насочена е към стимулиране на професионалната художествена критика в България чрез подкрепа за създаването на критически текстове, анализи и издания.
- "Културно наследство": Програмата е фокусирана върху проекти за опазване, изследване и популяризиране на материалното и нематериалното културно наследство.
- „Любителско изкуство“: Програма, насочена към развитието и популяризирането на изкуството, създавано от любители непрофесионалисти.
- "Мобилност": Финансира участието на български творци и културни оператори в международни събития, като фестивали, конференции и резиденции, за да се стимулира професионалният обмен и представянето на българската култура в чужбина.
- "Преводи": Насочена е към финансиране на преводи на българска литература на чужди езици, както и на значими чуждестранни произведения на български език, с цел насърчаване на междукултурния обмен.
- „Разпространение“: Насочена е към разпространението на вече създадени културни продукти от сферите на сценичните, музикалните, литературните, визуалните и екранните изкуства, като цели развиване на нови публики, децентрализиране на културния живот, достъп до култура в "периферни" райони и осигуряване на по-дълъг живот на културните продукти.
- „Създаване“: Осигурява финансова подкрепа за проекти, свързани със създаването на нови културни продукти в различни области на изкуството.
- „Фестивали“: Предназначена е за финансиране на организации, които организират фестивали в сферите на сценичните, музикалните, литературните, визуалните и екранните изкуства. Програмата е разделена на модул „Нови фестивали“ и модул „Съществуващи фестивали“.
- Целева подкрепа „Творческа Европа“: Подпомага български културни организации с проекти, одобрени по Програма „Творческа Европа“ на Европейската комисия, подпрограма „Култура“, направление „Европейско сътрудничество“, с цел насърчаване на участието им в международни културни проекти и надграждане на капацитета им чрез европейски културни процеси.
- „Цирк“: Посветена е на опазването и предаването на знания за българското цирково изкуство, както и на подкрепата за неговото развитие, съобразено с неговата специфика.

## Конкурсна процедура
Процедурата за кандидатстване и оценка на проекти е регламентирана в Наредба № 6 от 21 ноември 2024 г. и включва следните етапи:
1. Обявяване на конкурс: Изпълнителният директор обявява конкурс по определена програма с ясни условия, срокове и бюджет.След обявяване на конкурса на интернет страницата на Фонда кандидат за участие в конкурса може да иска разяснения по условията за кандидатстване в срок до 20 дни преди изтичането на срока за кандидатстване.
2. Подаване на проектни предложения: Кандидатите подават своите проекти, по някоя от обявените програми. Едно и също лице или органицзация не може да сключва повече от два договора за финансиране през една календарна година. За получаване на средства от Фонда могат да кандидатстват всички културни организации, както и културни дейци, които отговарят на обявените условия за съответния конкурс.
3. Оценка на всеки проект от различни комисии: Проектите се разглеждат от:   - Комисия за допустимост (техническа комисия), която оценява административното съответствие и допустимост.   - Оценителната комисия извършва експертна и финансова оценка. Съставена е от специално подбрани експерти за отделните програми, които оценяват проектите по предварително зададени критерии и подписват декларации за безпристрастност и липса на конфликт на интереси.
4. Решение за финансиране: Въз основа на оценките на експертните комисии, Управителният съвет взема финално решение кои проекти да бъдат финансирани.
5. Сключване на договор и отчитане: С одобрените кандидати се сключва договор, в който се описват условията за изпълнение и отчитане на проекта. Бенефициентите са длъжни да спазват указанията на НФК за отчитане и да осигуряват видимост на получената финансова подкрепа

## Лого на фонда
Логото на Национален фонд "Култура" е ключов елемент от визуалната идентичност на институцията и е задължително за всички проекти, получили финансова подкрепа. Съгласно указанията на фонда, бенефициентите трябва да поставят логото на всички свои печатни и дигитални информационни и рекламни материали.  Правилата за видимост изискват логото на НФК да бъде поставено на видно място. Когато се показва заедно с лога на други партньори или спонсори, то трябва да бъде най-малко толкова ясно и видимо, колкото и останалите, и да бъде с размер, не по-малък от най-голямото от другите лога. В случаите, когато финансовата подкрепа от НФК е по-голяма от тази на другите партньори, логото на фонда трябва да бъде по-голямо и по-отчетливо.
Официалната версия на логото може да бъде изтеглена от уебсайта на фонда.
Дейността на Национален фонд "Култура" се регулира от следните основни нормативни актове:
- Закон за закрила и развитие на културата (ЗЗРК): Определя статута, целите и източниците на финансиране на фонда.
- Устройствен правилник на Национален фонд "Култура": Урежда дейността, структурата, функциите и организацията на работа на фонда.
- Наредба № 6 от 21 ноември 2024 г.: Регламентира общите условия за провеждане на конкурсите, допустимостта на разходите, оценката на проектите и тяхното изпълнение.
- Вътрешни правила и указания, утвърдени от изпълнителния директор, които детайлизират процедурите по изпълнение, отчитане, комуникация и видимост.
- Други наредби, които се променят ежегодно, взависимост от новите изисквания.